# Joseph Hermann Mohr

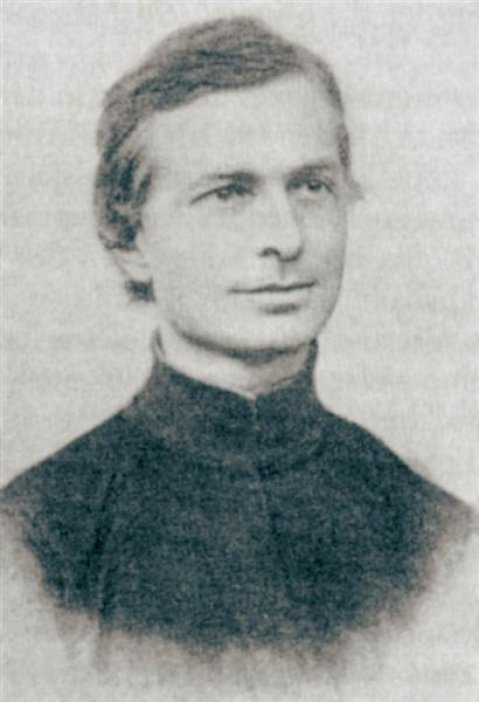
Joseph Hermann Mohr als junger Priester

Joseph Hermann Mohr (* 10. Januar 1834 in Siegburg; † 7. Februar 1892 in München) war ein deutscher katholischer Priester, Hymnologe, Kirchenliedkomponist und Texter.

## Kindheit und Jugend
Joseph Mohr wurde ebenso wie Engelbert Humperdinck im heutigen Stadtmuseum Siegburg geboren, wo sein Vater Lehrer an der damaligen Elementarschule war. Er studierte ab 1852 in Bonn Philosophie und Theologie, 1853 trat er in Münster in den Orden der Jesuiten ein. Nach dem Ende des Studiums unterrichtete er bis 1862 vorwiegend Gesang am Kolleg des Ordens in Feldkirch. Ab 1863 studierte er in München Rhetorik und in Maria Laach Theologie. 1866 wurde er zum Priester geweiht.

## Wirken

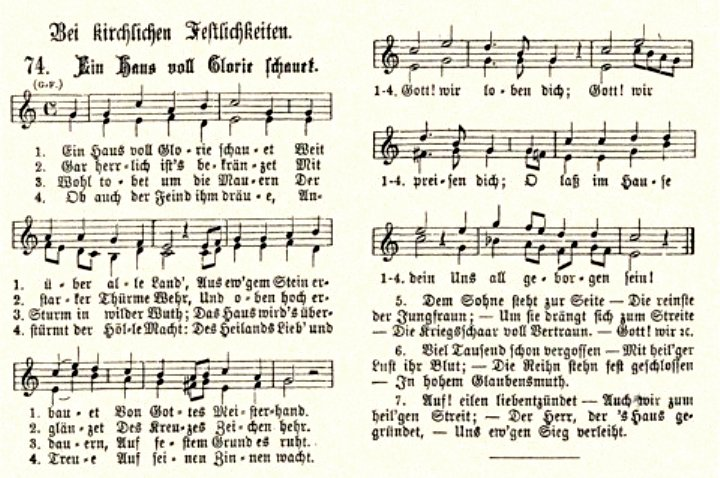
Ein Haus voll Glorie, Mohrs Originaltext und Melodie

Nachdem die Jesuiten im Kulturkampf 1872 aus Deutschland vertrieben worden waren, hielt Joseph Mohr sich in Frankreich, Belgien und in den Niederlanden auf. In dieser Zeit schrieb er auch das Kirchenlied Ein Haus voll Glorie schauet. Die ursprüngliche sechste Strophe
Viel Tausend schon vergossen

mit heil’ger Lust ihr Blut,

die Reihen stehn fest geschlossen

in hohem Glaubensmuth
diente zur Zeit des Nazi-Regimes wegen ihrer textlichen Parallelen zum Horst-Wessel-Lied der Nationalsozialisten als Bekennerlied des freien christlichen Glaubens. In das katholische deutschsprachige Gesangbuch Gotteslob wurde 1975 nur die erste der sieben von Mohr gedichteten Strophen übernommen (GLalt 639), ebenso in das neue Gotteslob von 2013 (GL 478). Vier weitere dichtete Hans W. Marx, ein Pseudonym für Friedrich Dörr.
Mohr würdigte die „Schönheit des Gregorianischen Chorals“ als einzige geeignete Musik für das Mysterium der heiligen Messe. Um bei seiner Erforschung und Wiederherstellung mitzuwirken, trat er in den Verein zur Erforschung alter Choralhandschriften behufs Wiederherstellung des cantus S. Gregorii des Trierer Dommusikdirektors Michael Hermesdorff ein. Dieser Verein, dem weitere bedeutsame Forscher wie Robert Eitner, François-Auguste Gevaert, Joseph Pothier, Anselm Schubiger und Raymund Schlecht beitraten, leistete im deutschsprachigen Raum die wahrscheinlich bedeutsamsten Beiträge zur Restitution des Gregorianischen Chorals.
Den kirchlichen Volksgesang empfahl er für den außerliturgischen Gottesdienst, z. B. Andacht und Prozession. Das künstlerische Niveau des damaligen „kirchlichen Volksgesangs“ wurde von ihm als teilweise verrohtes „andachtsstörendes Geschrei“ kritisiert, weshalb er eine selbstverfasste Gesangslehre herausgab (s. unten).
Von Mohr stammt auch die im Rheinland bevorzugte Melodie zu Maria, breit den Mantel aus, eine neue Melodie zu Christoph Bernhard Verspoells Dir jubeln Engelchöre und Johann Georg Franz Brauns Heilig bist du, großer Gott (Gotteslobalt Köln Nrn. 946, 918, 919)
Aufgrund des während des Kulturkampfes erlassenen Jesuitengesetzes sah er sich genötigt, aus dem Jesuitenorden auszutreten, um nach Deutschland zurückkehren zu können, und fand schließlich in München als Weltpriester und Kirchenliedforscher große Anerkennung in hohen Kirchenkreisen.

## Ehrungen
- Josef-Mohr-Straße in Siegburg

## Werke (Auswahl)
- Cantate, Kirchengesangbuch. Kösel & Pustet, Regensburg 1873 (95. Auflage 1922)
- Cäcilia, katholisches Gesang- und Gebetbuch. Verlag Friedrich Pustet, Regensburg / New York / Cincinnati 1874 (urn:nbn:de:bvb:12-bsb11187410-9; 36. Auflage 1927)
- Jubilate Deo!, vierstimmige Ausgabe von Cäcilia. 1877
- Anleitung zur kirchlichen Psalmodie. 1878
- Lasset uns beten, Diözesangesangbuch (unter abweichenden Titeln) in Würzburg, Salzburg, Bamberg, Speyer, 1881
- Cantiones Sacrae: a collection of hymns and devotional chants for the different seasons of the year, the feasts of our Lord, of the Blessed Virgin, of the saints, low masses etc.: arranged for four mixed voices. F. Pustet, Ratisbon 1878 (archive.org).
- Die Pflege des Volksgesanges in der Kirche. Verlag Friedrich Pustet, Regensburg / New York / Cincinnati 1885
- Psälterlein, Diözesangesangbuch Basel/Freiburg (Br.), 1891 urn:nbn:de:hbz:6:1-183802